# Edgar F. Codd
Edgar Frank Codd (23 august 1923, Insula Portland, Anglia – 18 aprilie 2003, Williams Island, Florida, SUA) a fost un informatician american de origine engleză care, lucrând pentru IBM, a inventat modelul relațional pentru gestiunea bazelor de date, model care constituie baza teoretică a bazelor de date relaționale. A adus și alte contribuții domeniului informaticii, dar modelul relațional, o teorie generală și de mare influență a gestiunii datelor, rămâne principala sa realizare.
1. ↑   https://awards.acm.org/fellows/award-recipients, accesat în 23 iunie 2024 Lipsește sau este vid: |title= (ajutor)